# The Old Dude's Ticker
The Old Dude's Ticker est une nouvelle de Stephen King publiée pour la première fois en 2000.

## Résumé
Richard Drogan, un vétéran de la guerre du Viêt Nam, vit avec un vieil homme surnommé « The Old Dude ». Le vieil homme a une cataracte dans un œil qui effraie Drogan, à tel point qu'il décide de le tuer. À la lueur d'une lampe de poche, il éclaire l'œil malade du vieil homme, qui est ouvert. Voir cet œil met Drogan dans un profond état de rage. Il étouffe le vieil homme de peur que les voisins n'entendent les battements du cœur de l'homme car il prétend avoir une ouïe très sensible depuis son service militaire. Il démembre le corps et le cache sous le plancher. Des policiers arrivent le lendemain matin car un voisin les a averti après avoir entendu un cri dans la nuit.

## Genèse
Ce court récit est un hommage à la nouvelle Le Cœur révélateur d'Edgar Allan Poe. Écrite au début des années 1970, la nouvelle n'est publiée qu'en 2000 dans le livre NECON XX Commemorative Volume, publié pour célébrer le 20e anniversaire de la Northeast Regional Fantasy and Horror Convention.